# Debbie Allen
Deborrah Kaye (Debbie) Allen  (Houston, 16 januari 1950) is een Amerikaans actrice, vooral bekend door haar rol als Lydia Grant in de televisieserie Fame. Ze is de jongere zus van Phylicia Rashad.

## Korte biografie
Omdat er in de jaren 60 veel rassenhaat in Texas was, besloot haar moeder dat het gezin Allen een tijdje in Mexico ging wonen. Hierdoor spreken Debbie en haar zus vloeiend Spaans. Terug in de Verenigde Staten studeerde ze aan de Howard University. In 1980 speelde ze de rol van Lydia Grant in de film Fame. Toen twee jaar later de gelijknamige televisieserie van start ging, speelde ze hierin dezelfde rol. Ze was ook verantwoordelijk voor de choreografie in de film en serie, waarvoor ze in 1982 en 1983 de Emmy Award voor choreografie won. Ze zou tussen 1982 en 1986 negen Emmy-nominaties krijgen; voor choreografie, vrouwelijke hoofdrol en muziek. Ook won ze in 1983 de Golden Globe voor beste actrice, en werd ze in 1984 en 1985 hiervoor genomineerd. Ze gaf ook choreografieles aan Paula Abdul.
Tussen 1988 en 1993 speelde ze in de serie A Different World. In 1990 speelde ze in enkele afleveringen van The Fresh Prince of Bel-Air en in 1991 en 1993 in een aflevering van de sciencefictionserie Quantum Leap. Verder had ze gastrollen in o.a. The Twilight Zone en That's So Raven, en speelde ze tussen 2003 en 2007 in All of Us. Ze is nu danslerares aan haar eigen Debbie Allen Dance Academy.
- Bibsys: 10074143
- Biblioteca Nacional de España: XX1421229
- Bibliothèque nationale de France: cb13985449f (data)
- International Standard Name Identifier: 0000 0001 1443 5847
- Library of Congress Control Number: n87817324
- MusicBrainz: 75f98f88-bd76-4623-bc26-a2befef3a9b0
- Nationale Bibliotheek van Tsjechië: xx0092376
- Nationale Bibliotheek van Israël: 987007257661805171
- Nationale Bibliotheek van Polen: a0000001899888
- Nederlandse Thesaurus van Auteursnamen: 413665089
- SNAC: w6r22mcg
- Système universitaire de documentation: 259185035
- Virtual International Authority File: 49417391
- WorldCat: E39PBJkhGmTXrTPfkJbXh648YP